# Eletronuclear
A Eletronuclear é uma empresa brasileira de economia mista que responde pela geração de, aproximadamente, 3% da energia consumida no Brasil.
Foi criada em 1 de agosto de 1997 com a finalidade de operar e construir usinas termonucleares no Brasil.
É uma subsidiária da Empresa Brasileira de Participações em Energia Nuclear e Binacional (ENBPar).

## História
Foi criada em 1997 a partir da fusão da "Nuclen - Nuclebrás Engenharia S/A" com a Diretoria Nuclear de Furnas, como uma subsidiária da Eletrobras, sendo uma empresa de economia mista. O capital social da Eletrobras Eletronuclear totalizava, em 31 de dezembro de 2008, R$ 3,3 bilhões com cerca 78% de ações ordinárias e 22% de ações preferenciais, sendo o acionista majoritário a Eletrobras, detentora de 99,81% do total das ações. Conta atualmente com cerca de 1 800 empregados.
Em setembro de 2021, foi criada a ENBPar, com o objetivo de assumir as atividades da Eletrobras em empresas que não podem ser privatizadas, como as empresas Itaipu Binacional e Eletronuclear (Usinas Angra 1, 2 e 3) e a gestão de políticas públicas, nos termos da lei 14 182/2021.
Após a privatização da Eletrobras, a Empresa Brasileira de Participações em Energia Nuclear e Binacional S.A. (ENBpar) aportou R$ 3,5 bilhões na Eletronuclear, o que reduziu a participação da Eletrobras para 35,9% do capital votante da Eletronuclear.

## Atuação
Tem por finalidade projetar, construir e operar usinas nucleares. Atualmente opera a Central Nuclear Almirante Álvaro Alberto localizada em Angra dos Reis, com capacidade total de 2007 MW. Dentre os projetos da empresa destaca-se a construção de Angra 3, que tem entrada em operação prevista para 2018, o que aumentará a capacidade instalada em 1405MW. Segundo o Plano Nacional de Energia 2030 elaborado pela Empresa de Pesquisa Energética, a Eletrobras Eletronuclear deverá construir mais 4 usinas até o ano de 2030. Em 2008 a Eletrobras Eletronuclear alcançou o montante de 14 003 775 MWh de energia bruta gerada, o que a coloca como a maior geradora térmica do país.

## Geração de energia
Usinas Nucleares:
- Usina Nuclear Angra 1, 657 MW -  Rio de Janeiro
- Usina Nuclear Angra 2, 1350 MW -  Rio de Janeiro
- Usina Nuclear Angra 3, 1405 MW -  Rio de Janeiro (em construção, conclusão: 2026)